# 結好控股
結好控股有限公司（港交所：0064）是香港一家證券公司，經紀、證券保證金融資、放債、企業融資、物業發展及投資。它於2002年6月6日在香港交易所主板上市。

## 歷史
在1988年，結好投資由洪漢文先生創辦，1989年已成為香港證券條例下之註冊交易商，1994年已被證監會註冊為交易商；2002年6月6日在香港交易所主板上市；2006年收購露明道物業作重建銷售。
2007年收購澳門金都酒店45%物業權。
2011年1月，結好控股與新光集團成立合資公司管理及營運澳門金都酒店。
2013年5月，結好控股以32.5億港元向銀河娛樂出售澳門金都酒店及娛樂場。
2020年5月，結好控股以5億港元向新世界發展收購新紀元廣場中遠大廈地下至3樓的樓面及19個車位。

## 資產
- 結好金融
- 結好投資
- 太平洋興業證券
- 結好財務
- 露明道物業
- 澳門金都酒店（澳門百老匯前身，已出售）

## 資料來源
1. ↑  .   [2008-02-28]. （原始内容存档于2008-10-07）.
2. ↑  . 東方日報. 2011-01-28  [2023-12-13]. （原始内容存档于2023-12-12） （中文（香港））.
3. ↑  . 文匯報. 2013-05-06  [2023-12-13]. （原始内容存档于2023-12-12） （中文（香港））.
4. ↑  . 香港經濟日報. 2020-05-19  [2023-12-13]. （原始内容存档于2023-12-12） （中文（香港））.

## 外部連結
- 結好控股 （页面存档备份，存于）
- capitalfp.com.hk/chi/index.jsp?co=64 （页面存档备份，存于）